# Анна (Пайде)
А́нна (ест. Anna küla) — село в Естонії, у міському самоврядуванні Пайде повіту Ярвамаа.

## Населення
Чисельність населення на 31 грудня 2011 року становила 70 осіб.

## Географія
Через населений пункт проходить автошлях 2 (Таллінн — Тарту — Виру — Лугамаа), естонська частина європейського маршруту E263.

## Історія
З 24 жовтня 1991 до 25 жовтня 2017 року село входило до складу волості Пайде.

## Пам'ятки

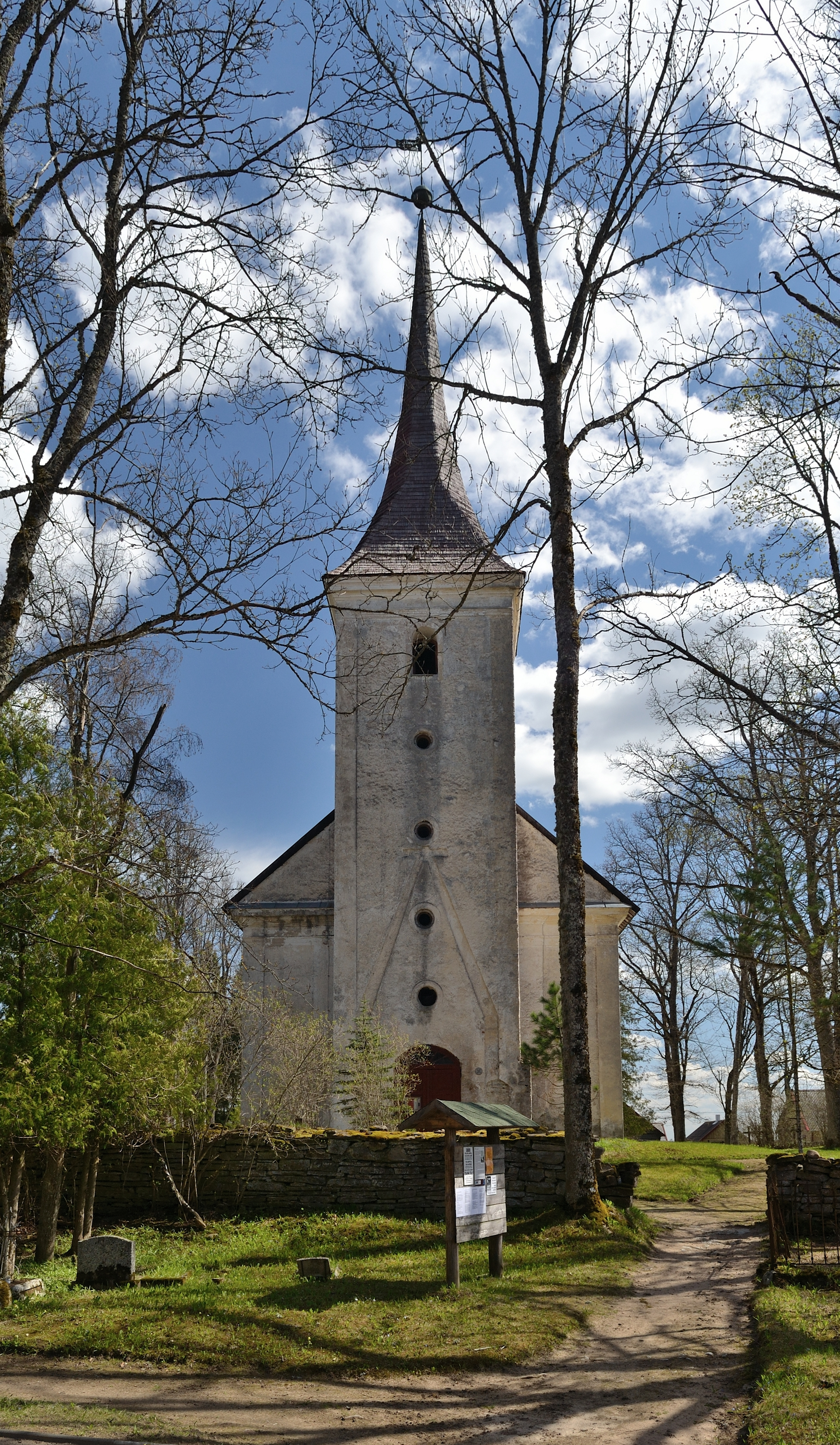
Кірха

- Лютеранська кірха (Anna kirik), пам'ятка архітектури[2]